# Montezumia variegata
Montezumia variegata är en stekelart som beskrevs av Willink 1982. Montezumia variegata ingår i släktet Montezumia och familjen Eumenidae. Inga underarter finns listade i Catalogue of Life.